# جوني ستيوارت
جوني ستيوارت (بالإنجليزية: Johnny Stewart)‏ (1 يناير 1872 بنيوكاسل أبون تاين في المملكة المتحدة - ) هو لاعب كرة قدم بريطاني (وحمل سابقاً جنسية المملكة المتحدة لبريطانيا العظمى وأيرلندا) في مركز الوسط. لعب مع Old Castle Swifts F.C. ‏ وThames Ironworks F.C. ‏.